# 阿吉拉雷斯

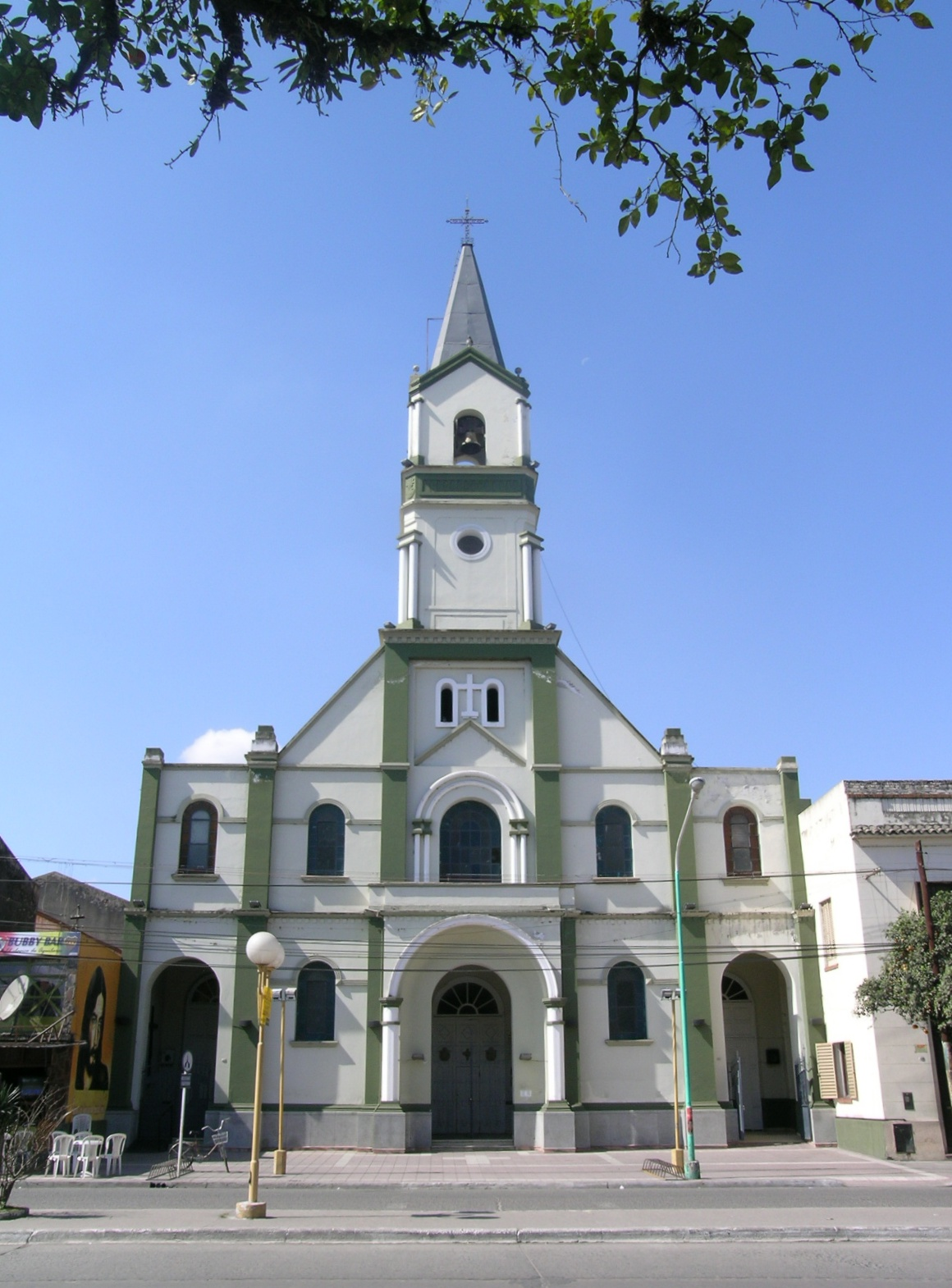

阿吉拉雷斯是阿根廷的一座城鎮，位於該國中北部，由圖庫曼省負責管轄，位于省的西南部，距離首府聖米格爾-德圖庫曼85公里，始建於1888年，海拔高度333米，2012年人口35,162。它是里奧奇科縣的县府。它位于阿根廷38号国道上，阿康基哈山脉脚下的一座平原上。由于它以宽广的大街和狂欢节游行著称，因此它誉有大街城的称呼。

## 气候
夏季气温温暖到酷热，多雨。冬季凉爽和干燥。平均气温夏季在摄氏25度，秋季设施20度，冬季摄氏13度，春季摄氏20度。年平均气温在14.3道5.7度之间，平均为19.2度。年降雨量达920毫米。从11月到3月降雨最多，6月到9月降雨量最低。

## 历史
今天阿吉拉雷斯所在的地方在16世纪成为一个西班牙贵妇人领地的一部份。在这个富饶的地上逐渐形成了村庄。
1870年当地的公费学校开办时被以当地最大的地主的名字命名：阿吉拉。1875年这个地区开始发展农业。1883年小村获得了阿吉拉雷斯的名称。1889年当地有了开发计划，当时火车站被定为城市的东部边界。
1889年首列旅客列车到来，使得当地的农业发展加快，尤其甘蔗、蔬菜和水果的种植很普及。
1894年教堂建成，1896年社团中心建成。1901年5月25日中心广场建成。1915年12月23日它获得城市的地位。从1947年到1980年阿吉拉雷斯继续不断增长。市区的数量也不断增长，市区也不断扩大。

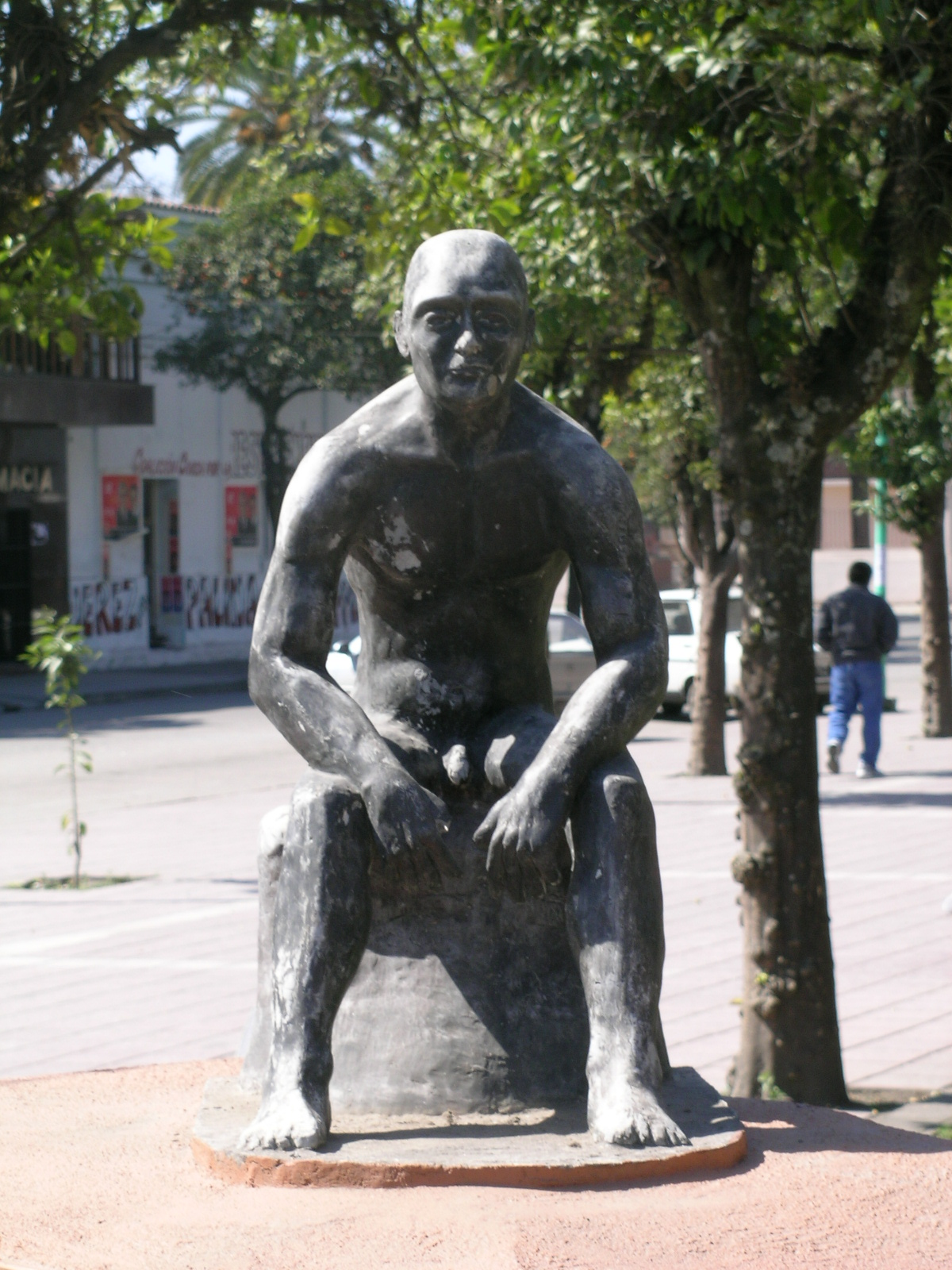
阿吉拉雷斯中心广场上的塑像

## 经济
阿吉拉雷斯有两个重要的炼糖厂和一座大型的体育用鞋厂。糖业外的农业主要集中于蔬菜、柑橘、烟草和谷物。

## 外部連結
- link Site ComunidadAguilares.com.ar（西班牙语）
- IFAM 人口统计 （页面存档备份，存于）（西班牙语）
- 市政府网站（西班牙语）